# Kytösaari (ö i Södra Savolax, Nyslott, lat 62,21, long 28,31)
Kytösaari är en ö i Finland. Den ligger i sjön Haukivesi och i kommunen Rantasalmi i den ekonomiska regionen  Nyslotts ekonomiska region  och landskapet Södra Savolax, i den sydöstra delen av landet, 290 km nordost om huvudstaden Helsingfors. Öns area är 62 hektar och dess största längd är 1,9 kilometer i sydöst-nordvästlig riktning.